# 프레드릭 타운센드 워드
프레드릭 타운센드 워드(Frederick Townsend Ward, 1831년 11월 29일~1862년 9월 21일)는 미국의 선원, 군인이다.
중국 이름은 화이(華爾)로 19세기 중반에 발발한 태평천국의 난을 즈음하여 상승군을 조직했지만, 그 전투에서 전사했다.

## 생애
1831년 11월 29일, 미국 매사추세츠주 세일럼에서 태어났다. 젊은 시절 워드는 반항적인 아이였으며, 그래서 1847년 그의 아버지는 그를 퇴학시키고 가문의 친구가 끌고 있던 클리퍼선 해밀튼(Hamilton)에 2등 항해사로 보냈다. 일설에는 워드 스스로 학교를 그만두기를 요청했다는 말도 있다.
태평천국의 난에 의한 국내의 혼란이 계속된 가운데 1860년 상하이 상인의 요청을 받아 외국인 선원에 의한 양창대를 조직했다. 이것이 상승군의 기원이 된다. 이때의 군대는 해산했지만 이후 중국을 중심으로 군대를 재편성하고 전투를 계속했다. 그러나 1862년에 자계 전투에서 전사했다. 그의 사망 이후 상승군은 미국인 헨리 버제빈에 의해 주도되었다.

## 참고자료
- Cahill, Holger Yankee Adventurer (1930)
- Carr, Caleb Devil Soldier: The Story of Frederick Townsend Ward. 랜덤하우스 (1992). ISBN 978-0-679-41114-7.
- Macgowan, D. J. Memoirs of Generals Ward, Burgevine and the Ever-Conquering Legion.
- Smith, Richard J. Mercenaries and Mandarins: The Ever-Victorious Army in Nineteenth Century China. (1978)
- Spence, Jonathan D. God's Chinese Son, The Taiping Heavenly Kingdom of Hong Xiuquan. W. W. Norton & Company (2002). ISBN 978-0-393-31556-1.
- Spence, Jonathan D. To Change China: Western Advisers in China Penguin Books, 2002. ISBN 978-0-14-005528-3